# Stanisław Loth
Stanisław Loth (ur. 21 stycznia 1929 w Pabianicach) – polski operator, reżyser filmowy i twórca nowoczesnych technik filmowych.
W 1954 ukończył studia na Wydziale Operatorskim PWSF w Łodzi. W latach osiemdziesiątych wyemigrował do USA. Był konsultantem Stevena Spielberga, operatorem kamer 3D. Jest posiadaczem czterech patentów na nowoczesne techniki filmowe.

## Filmografia

### Reżyseria
- 1977: Dziewczyna i chłopak
- 1980: Nasze podwórko (serial TV)

### Zdjęcia
- 1960: Marysia i krasnoludki
- 1961: Świadectwo urodzenia (Nagroda Ministra Kultury i Sztuki I stopnia)
- 1962: Dziewczyna z dobrego domu
- 1962: Nad rzeką
- 1964: Agnieszka 46
- 1965: Wyspa złoczyńców
- 1966: Powrót na ziemię
- 1967: Paryż – Warszawa bez wizy
- 1968: Wilcze echa
- 1969: Do przerwy 0:1 (serial TV)
- 1969: Samotność we dwoje
- 1970: Abel, twój brat
- 1970: Twarz anioła – zdjęcia i scenariusz
- 1971: Perła w koronie
- 1972: Podróż za jeden uśmiech
- 1975: Beniamiszek (Festiwal Polskich Filmów Fabularnych w Gdańsku: nagroda za najlepsze zdjęcia)
- 1975: Noce i dnie
- 1976: Trędowata